# دودو داهان
دودو داهان (بالعبرية: דודו דהאן‏) هو لاعب كرة قدم وكاتب سيناريو إسرائيلي في مركز الدفاع، ولد في 8 ديسمبر 1971 في القدس في دولة فلسطين. لعب مع هابوعيل تل أبيب.